# Shirayama Hime-jinja
Shirayama Hime-jinja (白山比咩神社) est un sanctuaire shinto situé dans la ville de Hakusan, préfecture d'Ishikawa au Japon. Bien qu'ils se lisent différemment, « Shirayama » et « Hakusan » utilisent le même kanji (白山) japonais.